# Charlotte Ritchie
Pour les articles homonymes, voir Ritchie.
Charlotte Ritchie, née le 29 août 1989 dans le quartier londonien de Clapham, est une actrice et chanteuse britannique. 
Elle est surtout connue pour ses rôles d'Alison dans Ghosts (en), Oregon dans la comédie Fresh Meat, Hannah dans Siblings (en), Alison dans Dead Pixels, Barbara Gilbert dans le drame de la BBC Call the Midwife, George dans Feel Good et Kate Galvin dans You. Elle est membre du groupe de crossover classique All Angels,.

## Jeunesse
Charlotte Anne Ritchie naît dans le quartier de Westminster, à Londres, en 1989. Elle fait ses études à la James Allen's Girls' School. Elle rejoint le Youth Music Theatre UK pour la production Red Hunter en 2005. Elle obtient un diplôme d'anglais et d'art dramatique de l'Université de Bristol pendant le tournage de Fresh Meat,,.

## Carrière
En 2004, Ritchie tient un rôle principal dans le court métrage The Open Doors avec Michael Sheen. Elle apparaît ensuite en tant que figurante non créditée dans Harry Potter et la coupe de feu (2005),. Elle joue également dans The Pierglass en août 2006 au Young Pleasance Theatre du Edinburgh Festival Fringe .
Ritchie est présentatrice sur Boomerang et joue avec All Angels dans un épisode d'Emmerdale. Elle joue aussi Emily Owen dans Life of Riley de la BBC.
De 2011 à 2016, Ritchie joue Oregon dans la série comique de Channel 4 Fresh Meat .

## Filmographie

### Film
| An   | Titre                                    | Rôle                            | Remarques              |
| ---- | ---------------------------------------- | ------------------------------- | ---------------------- |
| 2004 | Les portes ouvertes                      | Véra                            |                        |
| 2005 | Harry Potter et la coupe de feu          | Élève                           | Supplément non crédité |
| 2013 | Benny & Jolene (en)                      | Jolène                          |                        |
| 2014 | Le portrait                              | Eva Burrell                     |                        |
| 2016 | Groupe de soutien aux voyageurs du temps | Lina                            |                        |
| 2018 | Attention à la façon dont vous allez     |                                 | Court métrage          |
| 2018 | L'homme de l'heure                       | Gemme                           | Court métrage          |
| 2018 | Boîte d'allumettes                       | Imogène                         | Court métrage          |
| 2019 | Capitale                                 | Charlotte Quince-Wheatley       | Court métrage          |
| 2020 | RÉPÉTER                                  | Emilie Moore                    |                        |
| 2023 | Wonka                                    | Barbara la marchande de légumes |                        |
| 2024 | The Assessment                           | Serena                          |                        |

### Télévision
| An           | Titre                                                   | Rôle                       | Remarques                      |
| ------------ | ------------------------------------------------------- | -------------------------- | ------------------------------ |
| 2009         | Une vie pas si tranquille                               | Emily Owen                 |                                |
| 2011-2016    | Fresh Meat                                              | Melissa "Oregon" Shawcross | Le rôle principal; 30 épisodes |
| 2012         | Doctors                                                 | Becky Foley                | 2 épisodes                     |
| 2014         | Cette chose qui s'appelle l'amour                       | Alice Barbier              |                                |
| 2014-2016    | Frères et sœurs                                         | Hannah                     | Le casting principal           |
| 2015–2018    | Call the Midwife                                        | Infirmière Barbara Gilbert | Rôle principal : séries 4-7    |
| 2016         | Élevé par les loups                                     | Rubis                      | 3 épisodes                     |
| 2016         | Eddie Izzard: Marathon Man pour le soulagement du sport | Narrateur                  |                                |
| 2019         | Doctor Who                                              | Lin                        | 1 épisode : " Résolution "     |
| 2019         | Meurtres au paradis                                     | Iris Shephard              | 1 épisode                      |
| 2019         | Stath loue des appartements                             | Harriet                    | 1 épisode                      |
| 2019-présent | Des fantômes                                            | Alison Cooper              | Le rôle principal; 13 épisodes |
| 2019-présent | Dead Pixels                                             | Alison                     | Le rôle principal; 12 épisodes |
| 2020         | McDonald & Dodds                                        | Sgt Irène Ross             | 1 épisode                      |
| 2020         | L'autre                                                 | Minou                      | 1 épisode                      |
| 2020-2021    | Feel Good                                               | George                     | Le rôle principal; 12 épisodes |
| 2021         | Taskmaster                                              | Concurrent                 | Série 11                       |
| 2023         | You                                                     | Kate                       | Saison 4 et 5                  |
| 2023         | Grantchester                                            | Bonnie                     | saison 7                       |

### Jeux vidéo
| An        | Titre                                   | Rôle         | Remarques         |
| --------- | --------------------------------------- | ------------ | ----------------- |
| 2014-2016 | Dreamfall Chapters: The Longest Journey | Zoé Castillo | Le rôle principal |